# Coronel Vivida
Coronel Vivida là một đô thị thuộc bang Paraná, Brasil. Đô thị này có diện tích 684,417 km², dân số năm 2007 là 21985 người, mật độ 32,1 người/km².